# 포천시민축구단
포천 시민 FC(Pocheon Citizen Football Club)는 대한민국 경기도 포천시에 있는 축구 선수단이다. 포천시민축구단이 운영하는 남자 세미프로 축구단이며, 2008년에 창단되었다. 포천시를 연고지로 하고 있으며 포천종합운동장을 홈 경기장으로 사용하고 있다.

## 역사
포천시민축구단은 2008년 1월 18일 창단되어 2008년 K3리그에 참가하였다. 첫 시즌에는 16개 팀 중에 14위에 오르는 저조한 성적을 거두었으나 2009 시즌 우승을 차지하였다.
2010 시즌에 B조 3위를 기록하여 FA컵 진출권을 획득하였다. 예선 1라운드에서 고려대학교를 4-1로, 2라운드에서 동국대학교를 3-1로 꺾고 챌린저스리그 사상 최초로 본선 32강에 진출하였다. 한국판 칼레의 기적을 기대했지만, 상대는 K리그의 수원 삼성 블루윙즈였고, 고군분투했으나 3-1로 패배하여 16강 진출에 실패했다.
2011 시즌에는 통합 3위를 기록하며, 챌린저스리그 최초로 FA컵에 3년 연속 진출하는 쾌거를 이룩했다. 2012 시즌에는 챌린저스컵대회에서 준우승을 차지한데 이어 정규리그에서는 개막경기부터 27라운드까지 통합 1위를 굳건히 지켜내며 챔피언결정전에 직행한 뒤 춘천시민축구단을 상대로 1-0 승리, 3년 만에 우승컵을 되찾았다.
2013 시즌에는 정규리그에서 20승4무1패의 성적으로 통합 1위로 챔피언결정전에 2년 연속 직행한 뒤 파주시민축구단을 상대로 4-0 대승을 거두고, 2년 연속 우승컵을 안았다. 또한 홈에서 31경기 무패행진을 이어가며, 시즌 6년 동안 3회 우승의 위업을 달성하는 등 챌린저스리그 절대 강자로 군림하게 됐다.
2014 시즌에는 리그에선 우승했으나 챔피언 결정전에서 화성에 패배, 아쉽지만 준우승을 차지하며 강자로서의 면모를 유지하였다. FA컵에서는 챌린저스리그 최초로 FA컵 16강에 진출했다. 32강에서 프로 챌린지 선두 대전시티즌을 상대로 원정에서 1-2로 승리, 16강에 진출했지만 내셔널리그 강릉시청에 0-1로 져 8강 진출에는 실패했다.
2015 시즌에는 정규리그와 챔피언결정전에서 무패기록을 달성했다. 정규리그에서는 22승 3무로 통합성적 1위를 차지, 4년 연속 정규리그 1위에 올랐다. 승점 68.5점으로 K3리그 최다 승점을 수립했고, 104득점에 17실점으로 최다 득점과 최소 실점의 신기록을 달성했다. 정규리그 1위로 4년 연속 챔피언결정전에 진출하였으며, 경주시민축구단을 상대로 후반 87분 장원석의 통쾌한 중거리슛에 힘입어 1-0으로 승리, 2년 만에 우승컵을 되찾았다.
2016 시즌에는 정규리그에서 16승2무1패의 성적으로 통합 1위를 차지하면서 5년 연속 정규리그 우승을 달성했다. 아울러 5년 연속 챔피언결정전에 직행한 뒤 청주 시티 FC를 상대로 챔피언결정전에서 4-2로 승리(1,2차전 합계)하며 우승컵을 들어올렸다. 2008년 창단한 뒤 9년 동안 통산 5회 우승의 금자탑을 쌓아 올렸다. 아울러 제97회 전국체육대회에 경기도 대표로 첫 출전하는 쾌거를 이뤘지만, 아쉽게 내셔널리그 강릉시청과 접전을 펼쳐 1-2로 패했다. FA컵에서는 32강에 진출했다.
2017 시즌에는 정규리그에서 12승8무2패의 성적으로 정규리그 1위를 차지하면서 6년 연속 정규리그 우승을 달성했다. 아울러 6년 연속 챔피언결정전에 직행한 뒤 청주 시티 FC를 상대로 챔피언결정전에서 2-1로 승리(1,2차전 합계), 우승컵을 들어올리며 3연패를 달성했다. 2008년 창단한 뒤 9년 동안 통산 6회 우승의 금자탑을 쌓아 올렸다. 아울러 AFC 공인 대회인 '2017 셰이크 카말 국제 클럽컵대회'에 K3리그 최초로 출전해 준우승의 성적을 거두었고, 제98회 전국체육대회에 경기도 대표로 2년 연속 출전해 디팬딩챔피언 천안시청과 강릉시청을 꺾고 동메달의 값진 성과를 올렸다. FA컵에서는 프로팀 서울이랜드를 꺾으며 16강에 진출했다. 이밖에 경기도에서 개최된 경기컵 축구대회에서 프로 구단인 수원 FC와 FC 안양을 꺾고 초대 우승컵을 안았다.
2018 시즌에는 정규리그에서 15승1무6패의 성적으로 정규리그 2위를 차지하면서, 7년 연속 정규리그 우승 달성에는 실패했다. 챔피언십에 진출해 7번째 우승에 도전했지만, 챔피언십 2라운드에서 이천시민축구단에 1-2로 져 시즌을 마무리했다. FA컵에서는 32강 본선에서 인천유나이티드에 0-2로 져 16강 진출에는 실패했다. 무관의 성적에도 불구하고, 상위리그 진출이라는 희소식이 전해졌다. 박정수와 한용수가 K리그1 강원FC에 입단한데 이어 박준혁이 K리그2 대전시티즌에 입단했다.
아쉬운 점도 있었다. 2008년 2월부터 구단을 운영했던 이광덕 본부장이 2018년 12월 31일자로 구단을 떠났다. 그는 11년 동안 K3리그 우승 6회·준우승 1회, 방글라데시 국제대회 준우승, 경기컵 우승, 전국체전 동메달 등 수많은 업적을 남겼다.
또한 2012년 5월부터 포천시민축구단의 홈과 어웨이 전 경기에 함께하며 인터넷 중계방송과 경기복기를 위한 녹화자료 제공으로 경기력 향상을 도운 봉사자 캐스터 류현수교수도 2018년 5월에 개인의 사정상 하차했다. 
류현수교수는 5회의 챔프등극과 함께 끝을 본 6시즌에서 팀의 전회 리그우승과 함께한 진기록도 남겼다.

## 선수 명단

### 1군 선수단
2023년 3월 18일 기준

참고: FIFA 자격 규정에 따라 소속된 국가대표팀 국기를 표시합니다. 선수는 복수의 FIFA 비회원국 국적을 가지고 있을 수 있습니다.
| 번호 | 포지션 | 국적 | 이름   |
| ---- | ------ | ---- | ------ |
| 1    | GK     |      | 임형근 |
| 2    | DF     |      | 김태은 |
| 3    | DF     |      | 오성훈 |
| 4    | DF     |      | 송찬우 |
| 5    | DF     |      | 우예찬 |
| 6    | MF     |      | 최규현 |
| 7    | MF     |      | 황신영 |
| 8    | MF     |      | 조완   |
| 9    | FW     |      | 김영욱 |
| 10   | MF     |      | 인준연 |
| 11   | MF     |      | 김유찬 |
| 12   | MF     |      | 김정현 |
| 13   | MF     |      | 김태휘 |
| 14   | DF     |      | 하이준 |
| 15   | MF     |      | 신재운 |
| 16   | MF     |      | 박준용 |
| 17   | MF     |      | 임채문 |
| 18   | DF     |      | 김경민 |
| 19   | FW     |      | 조은욱 |
| 20   | FW     |      | 엄승민 |

| 번호 | 포지션 | 국적 | 이름   |
| ---- | ------ | ---- | ------ |
| 21   | GK     |      | 이승규 |
| 22   | FW     |      | 김세현 |
| 23   | MF     |      | 강교훈 |
| 24   | FW     |      | 최재혁 |
| 25   | DF     |      | 김도형 |
| 26   | FW     |      | 이건희 |
| 26   | FW     |      | 강형민 |
| 27   | FW     |      | 전석훈 |
| 29   | FW     |      | 김민서 |
| 30   | MF     |      | 한예일 |
| 33   | GK     |      | 김승군 |
| 32   | DF     |      | 김상근 |
| 42   | FW     |      | 진민섭 |
| 77   | FW     |      | 정인증 |
| 94   | DF     |      | 채선일 |
| 97   | FW     |      | 이재건 |
| -    | DF     |      | 조한욱 |

## 기록과 통계

### 시즌 결과
| 시즌 | 리그명              | 팀수  | 경기 | 순위 | 승 | 무 | 패 | 득  | 실 | 승점 | FA컵 | 국제대회           | 전국체전 | 챔피언결정전        | 경기컵 | 감 독         |
| 2018 | K3-Advanced         | 12    | 22   | 2    | 15 | 1  | 6  | 58  | 30 | 46   | 32강 |                    |          | 챔피언십 3위        |        | 김재형        |
| 2017 | K3-Advanced         | 12    | 22   | 1    | 12 | 8  | 2  | 31  | 19 | 44   | 16강 | 셰이크 카말 준우승 | 동메달   | 챔피언결정전 우승   | 우승   | 김재형        |
| 2016 | K3리그 통합         | 20    | 19   | 1    | 16 | 2  | 1  | 52  | 14 | 50   | 32강 |                    | 본선     | 챔피언결정전 우승   |        | 김학철→김재형 |
| 2015 | K3리그(A조)         | 18(9) | 25   | 1(1) | 22 | 3  | 0  | 104 | 17 | 68.5 | 2R   |                    |          | 챔피언결정전 우승   |        | 인창수        |
| 2014 | K3챌린저스리그(A조) | 18(9) | 25   | 1(1) | 21 | 3  | 1  | 68  | 23 | 66   | 16강 |                    |          | 챔피언결정전 준우승 |        | 인창수        |
| 2013 | 챌린저스리그(A조)   | 18(9) | 25   | 1(1) | 20 | 4  | 1  | 77  | 21 | 64   | 2R   |                    |          | 챔피언결정전 우승   |        | 인창수        |
| 2012 | 챌린저스리그(A조)   | 18(9) | 25   | 1(1) | 20 | 2  | 3  | 101 | 24 | 62   | 2R   |                    |          | 챔피언결정전 우승   |        | 이수식        |
| 2011 | 챌린저스리그(B조)   | 16(8) | 22   | 3(2) | 14 | 6  | 2  | 49  | 22 | 48   | 32강 |                    |          | 4강 플레이오프 3위  |        | 이수식        |
| 2010 | K3리그(B조)         | 18(9) | 25   | 5(3) | 14 | 8  | 3  | 49  | 26 | 50   | 2R   |                    |          |                     |        | 차승룡        |
| 2009 | K3리그 통합         | 17    | 32   | 1    | 19 | 10 | 3  | 62  | 22 | 67   |      |                    |          | 통합우승            |        | 차승룡        |
| 2008 | K3리그 통합         | 16    | 29   | 14   | 6  | 3  | 20 | 52  | 94 | 21   |      |                    |          |                     |        | 이두철→차승룡 |

## 스폰서
- 메인스폰서: 포천시(2008~), 대진대학교(2008), 스포츠토토(2008~2011), 현대엔지니어링(2012~2016)
- 용품: 스타(2008), 자코(2009~2010), 험멜(2012~2016), 조마(2017~2018)
- 후원: 컴포트(2018)

## 참고 문헌
- “스포츠지원포털 등록 현황”. 대한체육회.
- “KFA 통합경기정보 시스템”. 대한축구협회.